# Kamsterren
Kamsterren (Paxillosida) zijn een orde van de zeesterren (Asteroidea).

## Kenmerken
Deze zeesterren hebben doorgaans twee goed ontwikkelde rijen van platen die de randen van de armen begrenzen. Hieraan is de Nederlandstalige naam te danken. De buisvoetjes, die in dubbele rijen staan, lopen taps toe en eindigen in een punt, maar soms hebben ze zuignapjes aan de uiteinden. Ze bezitten eenvoudige, ongesteelde pedicellariën.

## Verspreiding en leefgebied
De vertegenwoordigers uit deze groep veel voorkomende zeesterren leven voornamelijk ingegraven in zandbodems en komen voor in de Noordzee en rond de Britse eilanden van Spanje tot het Noorden van Noorwegen.

## Families
- Astropectinidae Gray, 1840
- Ctenodiscidae Sladen, 1889
- Goniopectinidae Verrill, 1889
- Luidiidae Sladen, 1889
- Porcellanasteridae Sladen, 1883
- Pseudarchasteridae Sladen, 1889
- Radiasteridae Fisher, 1916

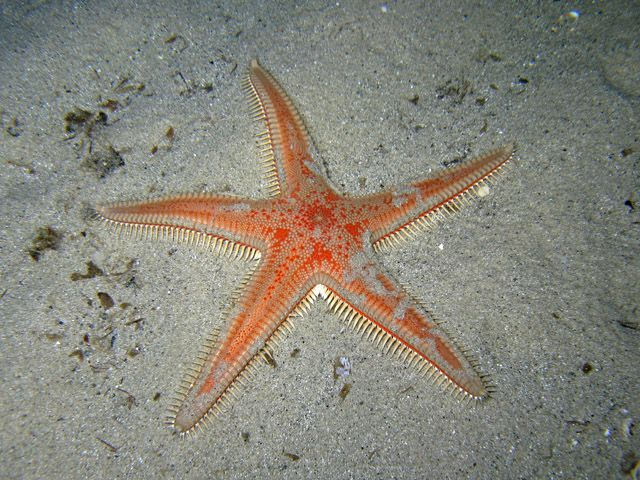
Rode kamster (Astropecten aranciacus)
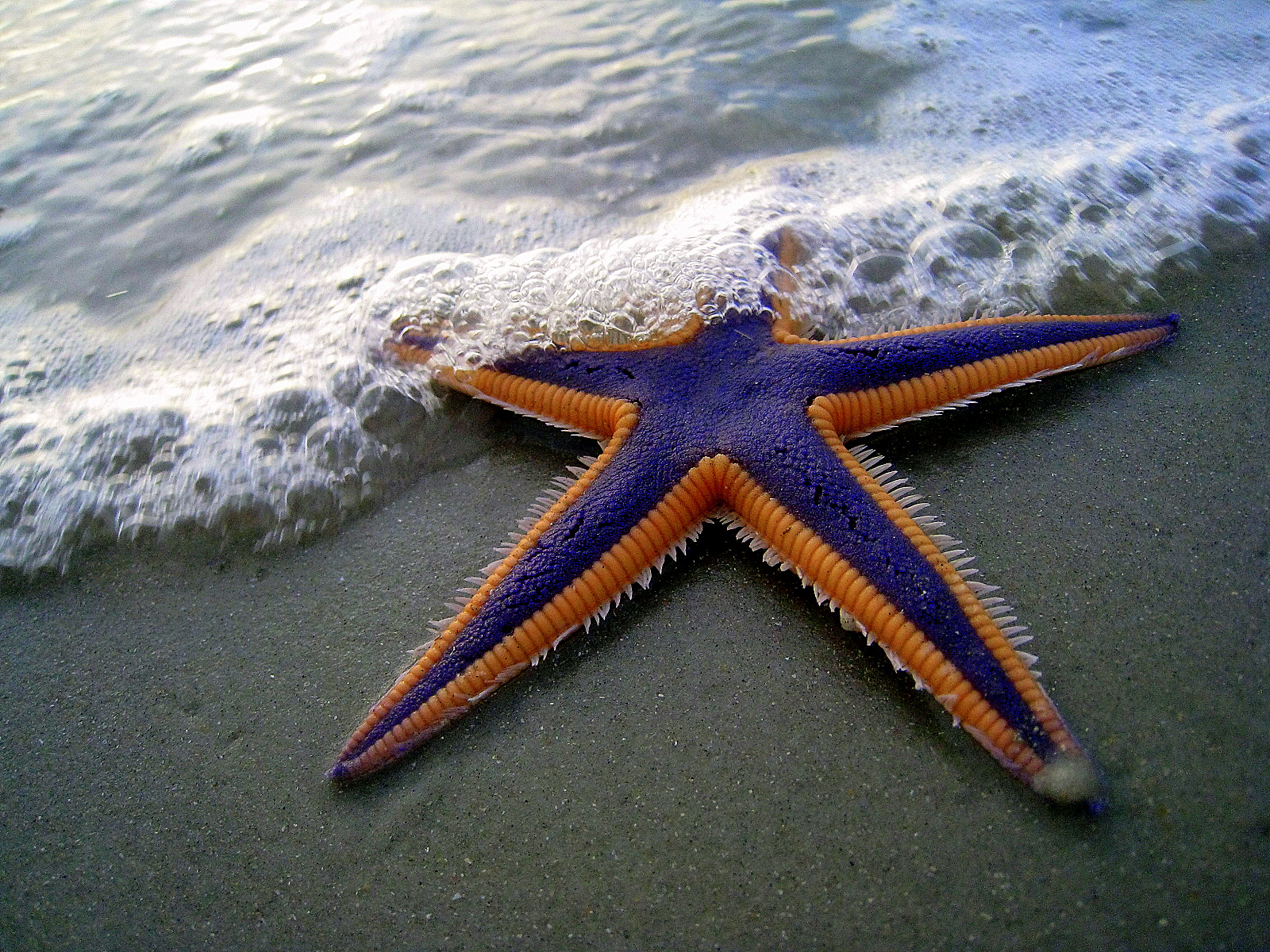
Astropecten articulatus
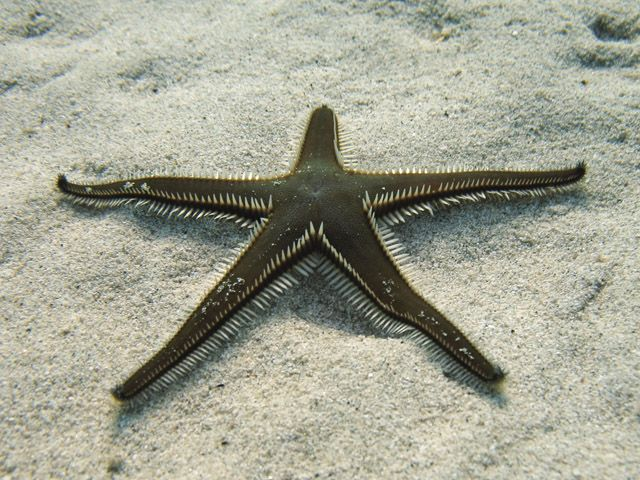
Astropecten bispinosus
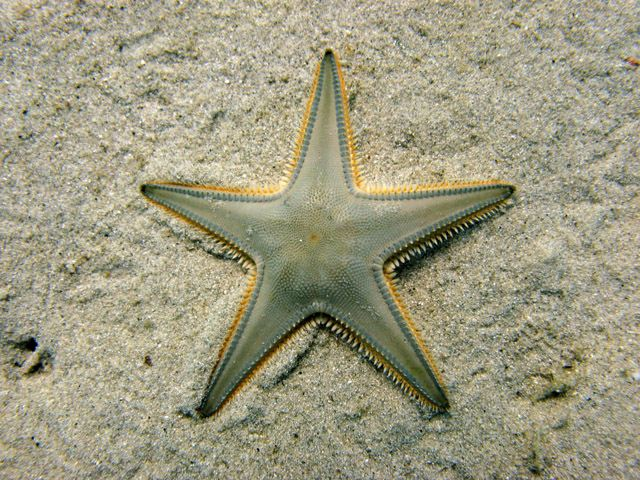
Astropecten jonstoni
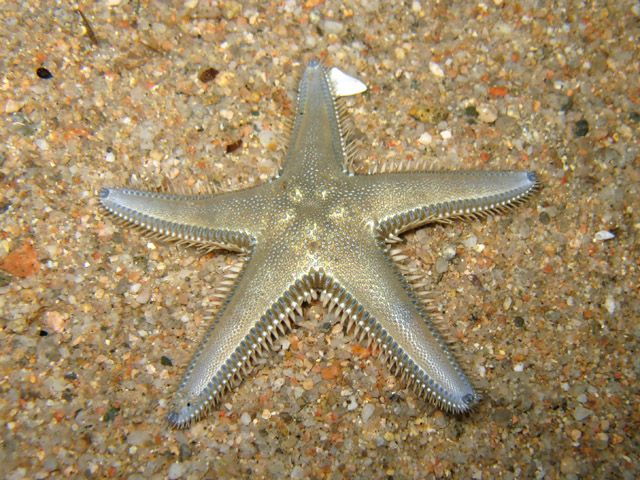
Astropecten platyacanthus
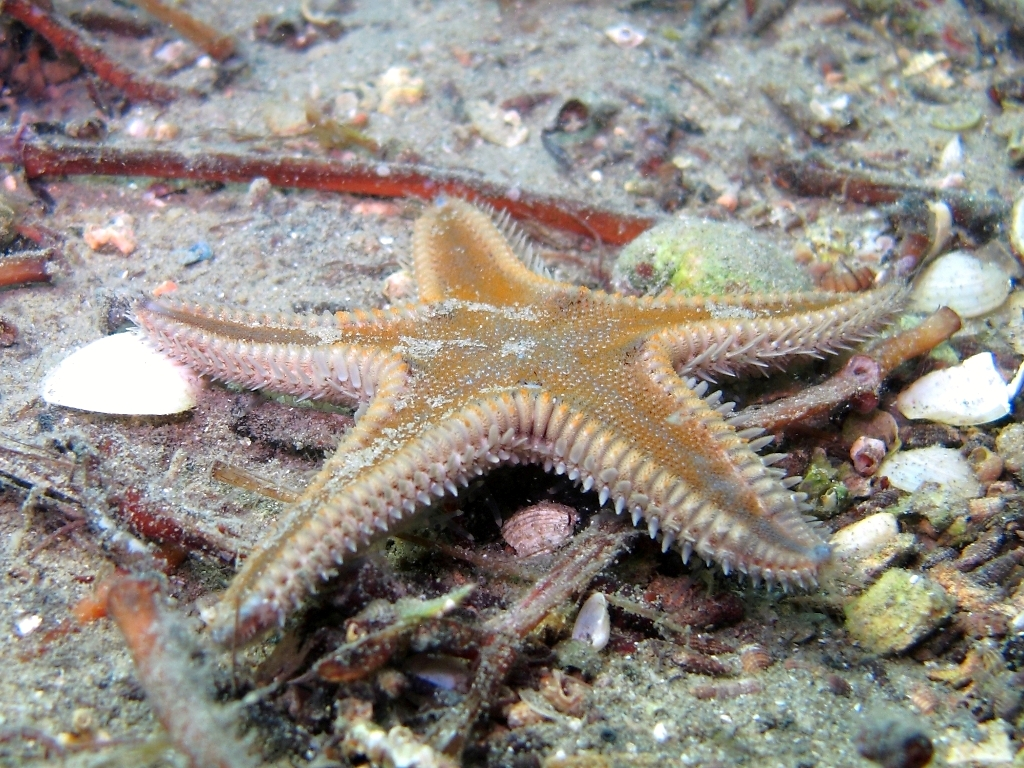
Astropecten spinulosus
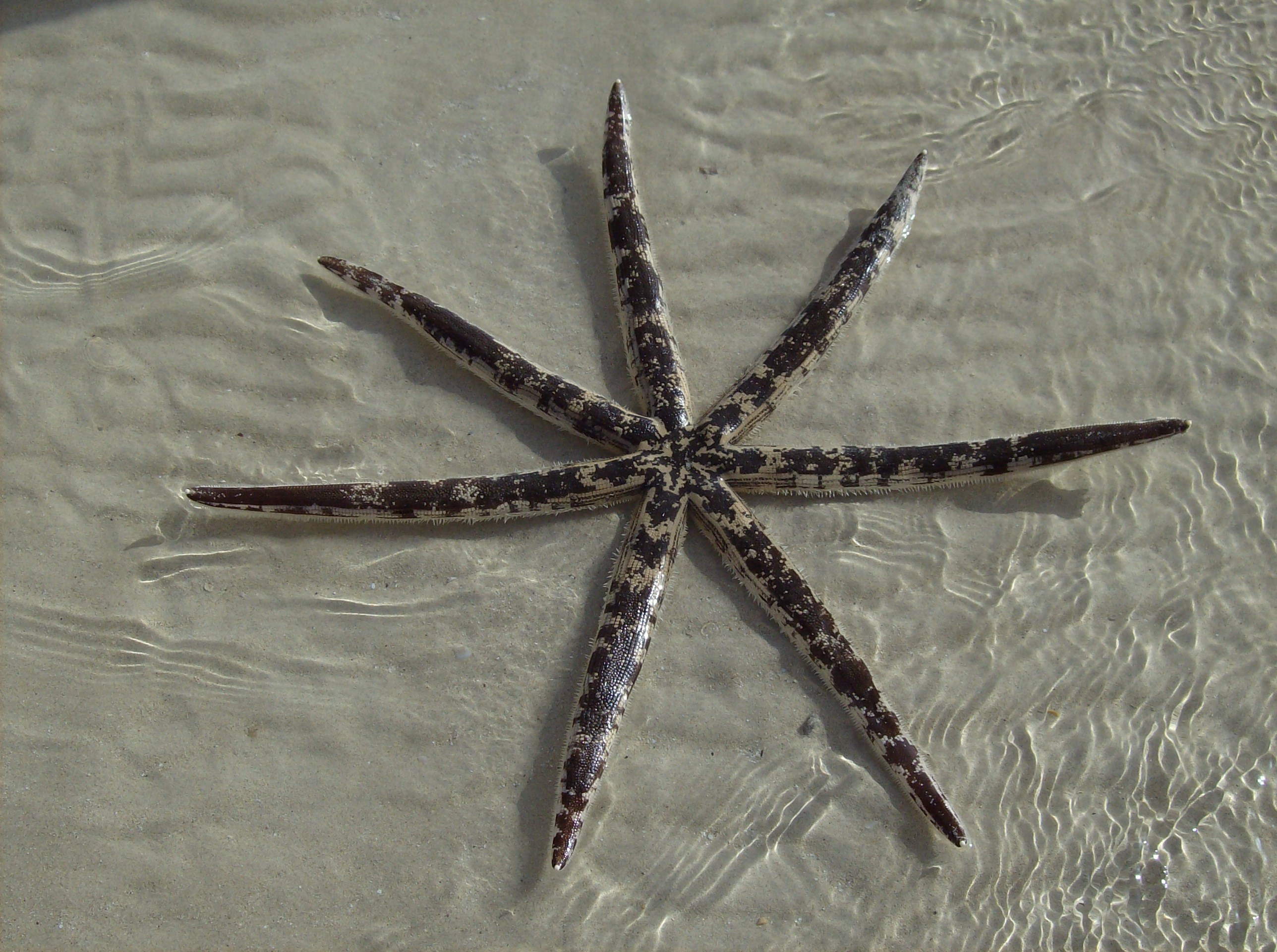
Luidia ciliaris
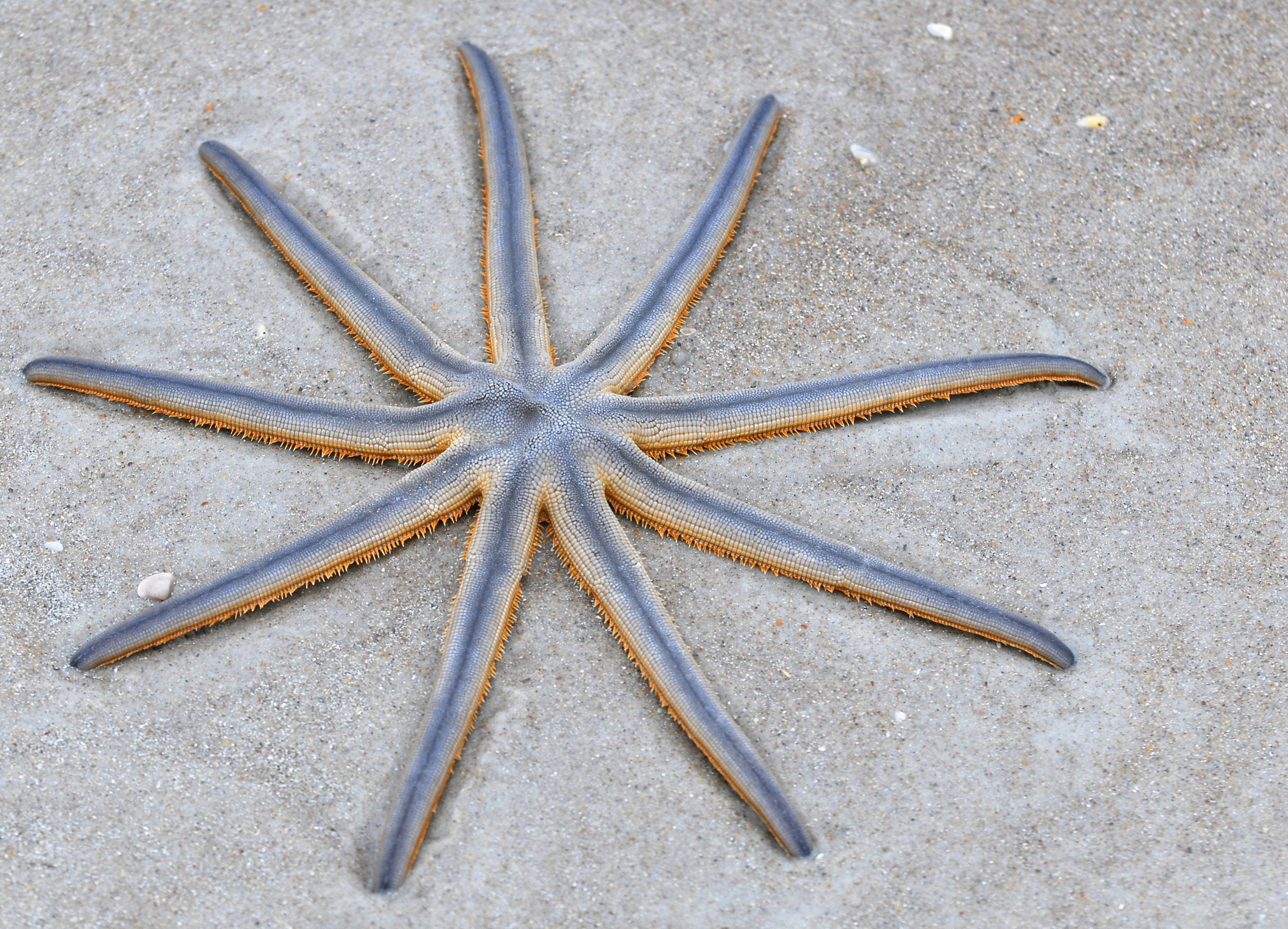
Luidia senegalensis
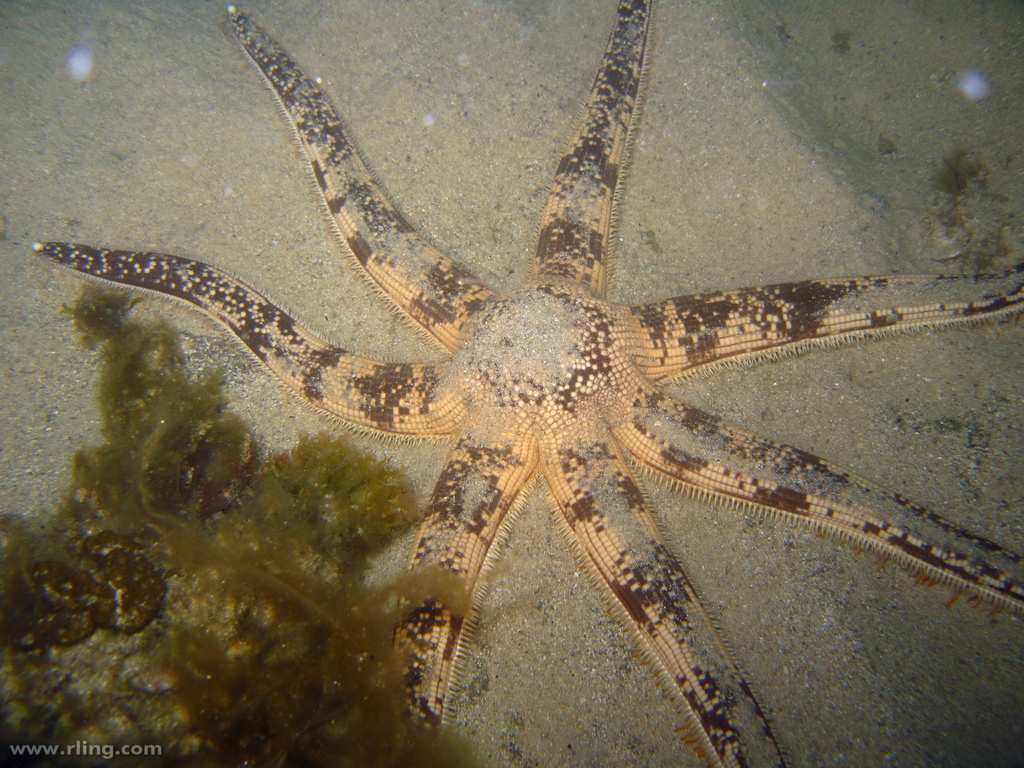
Luidia australiae
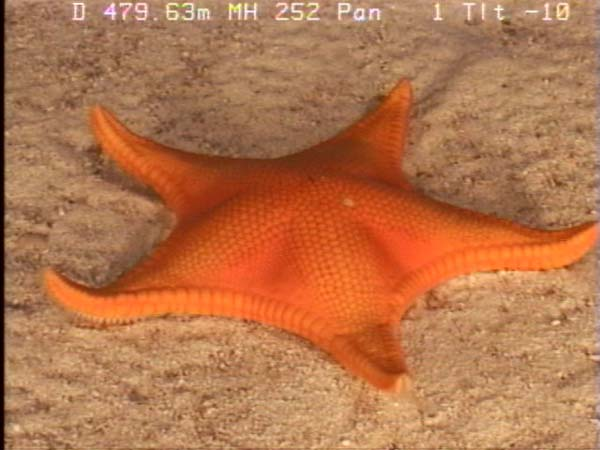
Pseudarchaster myobrachius

### Enkele soorten
- Kamster – Astropecten irregularis (Pennant, 1777)

Met een diameter tot 15 centimeter. De stekels van de bovenste randplaten zijn kleiner en geringer in aantal dan bij A- ariantiacus. Hij komt normaal op zandgronden voor waar hij zich vaak in ingraaft.
- Rode kamster – Astropecten aranciacus (Linnaeus, 1758)

Een algemeen voorkomende soort in de Middellandse Zee tot in het noordoosten van de Atlantische Oceaan. Deze soort wordt vrij groot met een diameter tot 60 cm, een rover op modder- en zandgronden.
- Astropecten spinulosus (Philippi, 1837)

Een nachtelijk jagende soort uit de Middellandse Zee, komt voor op zandgronden, waar hij zich overdag ingraaft.